# Stadtarchiv Stuttgart
Das Stadtarchiv der Landeshauptstadt Stuttgart befindet sich im Stadtbezirk Bad Cannstatt in Baden-Württemberg. Am 22. Januar 2011 wurde das bisher auf verschiedene Standorte verteilte Archiv in den ehemaligen Kontor- und Lagergebäuden des „Großeinkaufsvereins der Kolonialwarenhändler Württembergs“ im Bellingweg 21 eröffnet.

## Geschichte
Die Stadt Stuttgart richtete erst – im Vergleich zu anderen Städten sehr spät – im Jahr 1928 ein eigenes Stadtarchiv ein. Die schon damals vorhandene Raumfrage konnte erst mit dem Bezug der neuen Räumlichkeiten 2011 gelöst werden. Der erste Archivdirektor, Karl Stenzel, begründete die bis heute bestehende Reihe der Veröffentlichungen des Stadtarchivs der Stadt Stuttgart. Die Archive der eingemeindeten Teilorte wurden in den Jahren nach der Gründung dem Archiv hinzugefügt. Die während des Zweiten Weltkriegs in Schloss Löwenstein (Oberamt Heilbronn) ausgelagerten Archivalien verbrannten am 14. April 1945. Die in der Stadt verbliebenen Bestände gingen gleichfalls zu großen Teilen durch Kriegszerstörung verloren.
Das Archiv wurde nach dem Krieg im Stuttgarter Rathaus neu eingerichtet und 1951 in das Kulturamt eingegliedert. Wegen der beengten Verhältnisse zog der Lesesaal des Archivs in die ehemalige Mörike-Bücherei und das Hauptmagazin in die Gebäude einer ehemaligen Druckerei in der Tübinger Straße. Die Anmietung weiterer Räume sorgte für eine weitere Zergliederung. Ein Neubau konnte 1991 aus Kostengründen nicht realisiert werden.
Im Rahmen der Olympiabewerbung wurde das Areal mit den Gebäuden des ehemaligen „Großeinkaufsvereins der Kolonialwarenhändler Württembergs“ von der Stadt Stuttgart erworben. Auf Grund der statischen Eigenschaften als ehemalige Lagerbauten wurden diese von 2008 bis 2011 für rund 20 Millionen Euro zur Nutzung als Stadtarchiv und Lagerfläche für das Stadtmuseum Stuttgart umgebaut. Im Rahmen eines Tages der offenen Tür wurde das Stadtarchiv am 22. Januar 2011 wiedereröffnet.

## Gebäude
Am Rand des Bad Cannstatter Wohngebietes Veielbrunnenweg gelegen, bildet der Gebäudekomplex mit einer heutigen Nutzfläche von 7.500 Quadratmetern den Übergang von der historischen Fabrikvorstadt zum noch entstehenden Wohn- und Gewerbegebiet auf dem ehemaligen Güterbahnhofareal. Das Hauptgebäude, das ehemalige Kontor- und Lagergebäude, wurde 1921 vom Architekten Albert Schieber errichtet und ist heute als Kulturdenkmal eingestuft. Es gilt als Beispiel der durch Theodor Fischer geprägten Stuttgarter Schule und kennzeichnet sich insbesondere durch den dreischiffigen Eisenskelettbau, die Sprossenfenster und die Baumaterialien Backstein und Sichtbeton. Der markante apsisartige Turm fungierte früher als Eingangsbereich. Im Inneren blieben die ehemalige Bahnladerampe mit Tor und Schienen erhalten. Hier sind die Lese- und Vortragssäle des Archivs untergebracht. Nutzern stehen 33 Arbeitsplätze und fünf abgeschlossene Arbeitszellen zur Verfügung. Der Vortragssaal bietet Platz für 200 Personen, weitere Räume werden für Ausstellungen genutzt. Die Lageranbauten von 1937 und 1953 bilden mit dem Hauptgebäude eine bauliche Einheit, sind jedoch nicht denkmalgeschützt. Darin befinden sich das Magazin des Archivs und die Depots des StadtPalais Museum für Stuttgart.

## Bestände
Im Lesesaal befindet sich eine Freihandbibliothek mit rund 2000 Büchern zur Stadtgeschichte Stuttgarts. Die historischen Zeitungsbestände können mittels Mikrofilm gesichtet werden. Neben Akten der Stadtverwaltung sind im Archiv auf rund zehn Regalkilometern des Magazins historisch wertvolle Nachlässe, Familien- und Vereinsarchive sowie Dokumentationsgut wie Flugblätter, Plakate, rund 20.000 Gemälde und Grafiken sowie 200.000 Fotos und Filme verwahrt. Die ältesten Dokumente reichen bis in das 16. Jahrhundert zurück.
In Kooperation mit dem Stadtmessungsamt Stuttgart stellt das Stadtarchiv ein digitales Stadtlexikon mit Beiträgen zur Stadtgeschichte zur Verfügung, in denen historische Karten sowie unterschiedliche Abbildungen aus den Beständen des Archivs eingestellt sind.